# Liste der Nummer-eins-Hits in den britischen Charts (2013)
Dies ist eine Liste der Nummer-eins-Hits in den britischen Charts im Jahr 2013. Sie basiert auf den Official Singles Chart Top 100 und den Albums Chart Top 100, die von der Official Charts Company ermittelt werden.

## Singles
| ← 2012 ← | Liste der Nummer-eins-Hits in den britischen Charts | Liste der Nummer-eins-Hits in den britischen Charts | Liste der Nummer-eins-Hits in den britischen Charts | 2014 →                    |
| \| Zeitraum \| Wo. ges. \| Interpret \| Titel Autor(en) \| Zusätzliche Informationen \| \| (Zeitraum, Wochen auf Platz eins, Interpret, Titel, Autor[en], zusätzliche Informationen) \| \| \| \| \| \| ----------------------------------------------------------------------------------------- \| -------- \| ------------------------------------- \| ------------------------------------------------------------------------------------------------------------------------------------------------------------------------------------------------------------------- \| ------------------------- \| \| 30. Dezember 2012 – 12. Januar 2013 2 Wochen (insgesamt 3) \| 3 \| James Arthur \| Impossible Ina Christine Wroldsen, Arnthor Birgisson \| – \| \| 13. Januar 2013 – 26. Januar 2013 2 Wochen \| 2 \| Will.i.am feat. Britney Spears \| Scream & Shout William Adams, Jean-Baptiste Kouame, Jef Martens, Tula Paulinea Contostavlos \| – \| \| 27. Januar 2013 – 9. Februar 2013 2 Wochen \| 2 \| Bingo Players feat. Far East Movement \| Get Up (Rattle) Nathan Lawrence Walker, Pau Coquia Virman, Jae Won Choung, James Roh, Kevin Michael Nishimura, Koen Groeneveld, Adriaan Addy van der Zwan, Paul Christian Bäumer, Maarten Hoogstraten, Hugo Langras \| – \| \| 10. Februar 2013 – 16. Februar 2013 1 Woche \| 1 \| Macklemore & Ryan Lewis feat. Wanz \| Thrift Shop Ben Haggerty, Ryan S. Lewis \| – \| \| 17. Februar 2013 – 23. Februar 2013 1 Woche \| 1 \| Avicii versus Nicky Romero \| I Could Be the One Tim Bergling, Jonnali Mikaela Parmenius, Arash Andreas Pournouri, Nick Rotteveel, Mans Erik Mikael Vredenberg, Linus Thure Wiklund \| – \| \| 24. Februar 2013 – 2. März 2013 1 Woche \| 1 \| One Direction \| One Way or Another (Teenage Kicks) Deborah Harry, Nigel Douglas Harrison, John Joseph O’Neill \| – \| \| 3. März 2013 – 23. März 2013 3 Wochen \| 3 \| Justin Timberlake \| Mirrors Justin R. Timberlake, Timothy Z. Mosley, Garland Waverly Mosley, Leslie Jerome Harmon, James Edward Fauntleroy, Christopher L. Godbey \| – \| \| 24. März 2013 – 30. März 2013 1 Woche \| 1 \| The Saturdays feat. Sean Paul \| What About Us Oliver James Jacobs, Phillip Jacobs, Camille Angelina Purcell, Sean Henriques \| – \| \| 31. März 2013 – 6. April 2013 1 Woche \| 1 \| PJ & Duncan \| Let’s Get Ready to Rhumble Nicky Graham, Deni Lew, Michael Olton McCollin \| – \| \| 7. April 2013 – 20. April 2013 2 Wochen \| 2 \| Duke Dumont feat. A*M*E \| Need U (100 %) Adam George Dyment, Uzoechi Emenike, Aminata Kabba \| – \| \| 21. April 2013 – 27. April 2013 1 Woche \| 1 \| Rudimental feat. Ella Eyre \| Waiting All Night Amir Izadkhah, Kesi Dryden, Piers Sean Aggett, Edward Jonathan Harris, John William Peter Newman \| – \| \| 28. April 2013 – 25. Mai 2013 4 Wochen \| 4 \| Daft Punk feat. Pharrell Williams \| Get Lucky Pharrell L. Williams, Nile Rodgers, Guy-Manuel de Homem-Christo, Thomas Bangalter \| – \| \| 26. Mai 2013 – 1. Juni 2013 1 Woche \| 1 \| Naughty Boy feat. Sam Smith \| La La La James Terence Murray, Shahid Khan, Jimmy Napes, Mustafa Armando Ibrahim Omer, Al-Hakam El Kaubaisy, Jonnie Coffer, Frobisher Solomon Mbabazi, Sam Smith \| – \| \| 2. Juni 2013 – 29. Juni 2013 4 Wochen (insgesamt 5) \| 5 \| Robin Thicke feat. T.I. & Pharrell \| Blurred Lines Pharrell L. Williams, Robin Thicke, Clifford Joseph Harris \| – \| \| 30. Juni 2013 – 6. Juli 2013 1 Woche \| 1 \| Icona Pop feat. Charli XCX \| I Love It Linus Johan Eklow, Charlotte Emma Aitchison, Patrik Jens Berger \| – \| \| 7. Juli 2013 – 13. Juli 2013 1 Woche \| 1 \| John Newman \| Love Me Again John William Peter Newman, Stephen Andrew Booker \| – \| \| 14. Juli 2013 – 20. Juli 2013 1 Woche (insgesamt 5) \| 5 \| Robin Thicke feat. T.I. & Pharrell \| Blurred Lines Pharrell L. Williams, Robin Thicke, Clifford Joseph Harris \| – \| \| 21. Juli 2013 – 10. August 2013 3 Wochen \| 3 \| Avicii \| Wake Me Up Aloe Blacc, Tim Bergling, Michael Aaron Einziger \| – \| \| 11. August 2013 – 17. August 2013 1 Woche \| 1 \| Miley Cyrus \| We Can’t Stop Michael Len Williams II, Pierre Ramon Slaughter, Timothy Jamahli Thomas, Theron Makiel Thomas, Miley Cyrus, Douglas L. Davis, Ricky M. Walters \| – \| \| 18. August 2013 – 7. September 2013 3 Wochen \| 3 \| Ellie Goulding \| Burn Ryan B. Tedder, Brent Michael Kutzle, Noel Patrick Zancanella, Gregory Allen Kurstin, Ellie Goulding \| – \| \| 8. September 2013 – 21. September 2013 2 Wochen \| 2 \| Katy Perry \| Roar Bonnie Leigh McKee, Lukasz Gottwald, Henry Russell Walter, Max Martin, Katy Perry \| – \| \| 22. September 2013 – 5. Oktober 2013 2 Wochen \| 2 \| Jason Derulo feat. 2 Chainz \| Talk Dirty Sean Maxwell Douglas, Jason Joel Desrouleaux, Tauheed Epps, Eric Frederic, Jason Evigan, Tamir Muskat, Tomer Yosef, Ori Kaplan \| – \| \| 6. Oktober 2013 – 12. Oktober 2013 1 Woche (insgesamt 2) \| 2 \| OneRepublic \| Counting Stars Ryan B. Tedder \| – \| \| 13. Oktober 2013 – 19. Oktober 2013 1 Woche \| 1 \| Miley Cyrus \| Wrecking Ball Lukasz Gottwald, Henry Russell Walter, Maureen Anne McDonald, Stephan Moccio, Sacha Skarbek, David K. Kim \| – \| \| 20. Oktober 2013 – 26. Oktober 2013 1 Woche (insgesamt 2) \| 2 \| OneRepublic \| Counting Stars Ryan B. Tedder \| – \| \| 27. Oktober 2013 – 2. November 2013 1 Woche \| 1 \| Lorde \| Royals Ella Marija Lani Yelich O’Connor, Joel Little \| – \| \| 3. November 2013 – 9. November 2013 1 Woche \| 1 \| Eminem feat. Rihanna \| The Monster Marshall B. Mathers, Bryan G. Fryzel, Aaron L. Kleinstub, Robyn R. Fenty, Jonathan David Bellion, Bleta Rexha, Maki Athanasiou \| – \| \| 10. November 2013 – 16. November 2013 1 Woche \| 1 \| Storm Queen \| Look Right Through (MK Remix) Morgan O. Geist \| – \| \| 17. November 2013 – 23. November 2013 1 Woche \| 1 \| Martin Garrix \| Animals Martijn G. Garritsen \| – \| \| 24. November 2013 – 30. November 2013 1 Woche (insgesamt 3) \| 3 \| Lily Allen \| Somewhere Only We Know Timothy James Rice Oxley, Tom Chaplin, Richard David Hughes \| – \| \| 1. Dezember 2013 – 7. Dezember 2013 1 Woche \| 1 \| Calvin Harris & Alesso feat. Hurts \| Under Control Alessandro Rodolfo Renato Lindblad, Calvin Harris, Theo Hutchcraft \| – \| \| 8. Dezember 2013 – 21. Dezember 2013 2 Wochen (insgesamt 3) \| 3 \| Lily Allen \| Somewhere Only We Know Timothy James Rice Oxley, Tom Chaplin, Richard David Hughes \| – \| \| 22. Dezember 2013 – 28. Dezember 2013 1 Woche \| 1 \| Sam Bailey \| Skyscraper Tobias Gad, Kerli Kõiv, Lindy Robbins \| – \| \| 29. Dezember 2013 – 4. Januar 2014 1 Woche (insgesamt 4) \| 4 \| Pharrell Williams \| Happy Pharrell Williams \| – \| |                                                     |                                                     | |                           |
| ← 2012 |                                                     |                                                     | | → 2014 →                  |
| Zeitraum | Wo. ges.                                            | Interpret                                           | Titel Autor(en) | Zusätzliche Informationen |
| (Zeitraum, Wochen auf Platz eins, Interpret, Titel, Autor[en], zusätzliche Informationen) |                                                     |                                                     | |                           |
| 30. Dezember 2012 – 12. Januar 2013 2 Wochen (insgesamt 3) | 3                                                   | James Arthur                                        | Impossible Ina Christine Wroldsen, Arnthor Birgisson | –                         |
| 13. Januar 2013 – 26. Januar 2013 2 Wochen | 2                                                   | Will.i.am feat. Britney Spears                      | Scream & Shout William Adams, Jean-Baptiste Kouame, Jef Martens, Tula Paulinea Contostavlos | –                         |
| 27. Januar 2013 – 9. Februar 2013 2 Wochen | 2                                                   | Bingo Players feat. Far East Movement               | Get Up (Rattle) Nathan Lawrence Walker, Pau Coquia Virman, Jae Won Choung, James Roh, Kevin Michael Nishimura, Koen Groeneveld, Adriaan Addy van der Zwan, Paul Christian Bäumer, Maarten Hoogstraten, Hugo Langras | –                         |
| 10. Februar 2013 – 16. Februar 2013 1 Woche | 1                                                   | Macklemore & Ryan Lewis feat. Wanz                  | Thrift Shop Ben Haggerty, Ryan S. Lewis | –                         |
| 17. Februar 2013 – 23. Februar 2013 1 Woche | 1                                                   | Avicii versus Nicky Romero                          | I Could Be the One Tim Bergling, Jonnali Mikaela Parmenius, Arash Andreas Pournouri, Nick Rotteveel, Mans Erik Mikael Vredenberg, Linus Thure Wiklund                                                               | –                         |
| 24. Februar 2013 – 2. März 2013 1 Woche | 1                                                   | One Direction                                       | One Way or Another (Teenage Kicks) Deborah Harry, Nigel Douglas Harrison, John Joseph O’Neill | –                         |
| 3. März 2013 – 23. März 2013 3 Wochen | 3                                                   | Justin Timberlake                                   | Mirrors Justin R. Timberlake, Timothy Z. Mosley, Garland Waverly Mosley, Leslie Jerome Harmon, James Edward Fauntleroy, Christopher L. Godbey                                                                       | –                         |
| 24. März 2013 – 30. März 2013 1 Woche | 1                                                   | The Saturdays feat. Sean Paul                       | What About Us Oliver James Jacobs, Phillip Jacobs, Camille Angelina Purcell, Sean Henriques | –                         |
| 31. März 2013 – 6. April 2013 1 Woche | 1                                                   | PJ & Duncan                                         | Let’s Get Ready to Rhumble Nicky Graham, Deni Lew, Michael Olton McCollin | –                         |
| 7. April 2013 – 20. April 2013 2 Wochen | 2                                                   | Duke Dumont feat. A*M*E                             | Need U (100 %) Adam George Dyment, Uzoechi Emenike, Aminata Kabba | –                         |
| 21. April 2013 – 27. April 2013 1 Woche | 1                                                   | Rudimental feat. Ella Eyre                          | Waiting All Night Amir Izadkhah, Kesi Dryden, Piers Sean Aggett, Edward Jonathan Harris, John William Peter Newman                                                                                                  | –                         |
| 28. April 2013 – 25. Mai 2013 4 Wochen | 4                                                   | Daft Punk feat. Pharrell Williams                   | Get Lucky Pharrell L. Williams, Nile Rodgers, Guy-Manuel de Homem-Christo, Thomas Bangalter | –                         |
| 26. Mai 2013 – 1. Juni 2013 1 Woche | 1                                                   | Naughty Boy feat. Sam Smith                         | La La La James Terence Murray, Shahid Khan, Jimmy Napes, Mustafa Armando Ibrahim Omer, Al-Hakam El Kaubaisy, Jonnie Coffer, Frobisher Solomon Mbabazi, Sam Smith                                                    | –                         |
| 2. Juni 2013 – 29. Juni 2013 4 Wochen (insgesamt 5) | 5                                                   | Robin Thicke feat. T.I. & Pharrell                  | Blurred Lines Pharrell L. Williams, Robin Thicke, Clifford Joseph Harris | –                         |
| 30. Juni 2013 – 6. Juli 2013 1 Woche | 1                                                   | Icona Pop feat. Charli XCX                          | I Love It Linus Johan Eklow, Charlotte Emma Aitchison, Patrik Jens Berger | –                         |
| 7. Juli 2013 – 13. Juli 2013 1 Woche | 1                                                   | John Newman                                         | Love Me Again John William Peter Newman, Stephen Andrew Booker | –                         |
| 14. Juli 2013 – 20. Juli 2013 1 Woche (insgesamt 5) | 5                                                   | Robin Thicke feat. T.I. & Pharrell                  | Blurred Lines Pharrell L. Williams, Robin Thicke, Clifford Joseph Harris | –                         |
| 21. Juli 2013 – 10. August 2013 3 Wochen | 3                                                   | Avicii                                              | Wake Me Up Aloe Blacc, Tim Bergling, Michael Aaron Einziger | –                         |
| 11. August 2013 – 17. August 2013 1 Woche | 1                                                   | Miley Cyrus                                         | We Can’t Stop Michael Len Williams II, Pierre Ramon Slaughter, Timothy Jamahli Thomas, Theron Makiel Thomas, Miley Cyrus, Douglas L. Davis, Ricky M. Walters                                                        | –                         |
| 18. August 2013 – 7. September 2013 3 Wochen | 3                                                   | Ellie Goulding                                      | Burn Ryan B. Tedder, Brent Michael Kutzle, Noel Patrick Zancanella, Gregory Allen Kurstin, Ellie Goulding | –                         |
| 8. September 2013 – 21. September 2013 2 Wochen | 2                                                   | Katy Perry                                          | Roar Bonnie Leigh McKee, Lukasz Gottwald, Henry Russell Walter, Max Martin, Katy Perry | –                         |
| 22. September 2013 – 5. Oktober 2013 2 Wochen | 2                                                   | Jason Derulo feat. 2 Chainz                         | Talk Dirty Sean Maxwell Douglas, Jason Joel Desrouleaux, Tauheed Epps, Eric Frederic, Jason Evigan, Tamir Muskat, Tomer Yosef, Ori Kaplan                                                                           | –                         |
| 6. Oktober 2013 – 12. Oktober 2013 1 Woche (insgesamt 2) | 2                                                   | OneRepublic                                         | Counting Stars Ryan B. Tedder | –                         |
| 13. Oktober 2013 – 19. Oktober 2013 1 Woche | 1                                                   | Miley Cyrus                                         | Wrecking Ball Lukasz Gottwald, Henry Russell Walter, Maureen Anne McDonald, Stephan Moccio, Sacha Skarbek, David K. Kim                                                                                             | –                         |
| 20. Oktober 2013 – 26. Oktober 2013 1 Woche (insgesamt 2) | 2                                                   | OneRepublic                                         | Counting Stars Ryan B. Tedder | –                         |
| 27. Oktober 2013 – 2. November 2013 1 Woche | 1                                                   | Lorde                                               | Royals Ella Marija Lani Yelich O’Connor, Joel Little | –                         |
| 3. November 2013 – 9. November 2013 1 Woche | 1                                                   | Eminem feat. Rihanna                                | The Monster Marshall B. Mathers, Bryan G. Fryzel, Aaron L. Kleinstub, Robyn R. Fenty, Jonathan David Bellion, Bleta Rexha, Maki Athanasiou                                                                          | –                         |
| 10. November 2013 – 16. November 2013 1 Woche | 1                                                   | Storm Queen                                         | Look Right Through (MK Remix) Morgan O. Geist | –                         |
| 17. November 2013 – 23. November 2013 1 Woche | 1                                                   | Martin Garrix                                       | Animals Martijn G. Garritsen | –                         |
| 24. November 2013 – 30. November 2013 1 Woche (insgesamt 3) | 3                                                   | Lily Allen                                          | Somewhere Only We Know Timothy James Rice Oxley, Tom Chaplin, Richard David Hughes | –                         |
| 1. Dezember 2013 – 7. Dezember 2013 1 Woche | 1                                                   | Calvin Harris & Alesso feat. Hurts                  | Under Control Alessandro Rodolfo Renato Lindblad, Calvin Harris, Theo Hutchcraft | –                         |
| 8. Dezember 2013 – 21. Dezember 2013 2 Wochen (insgesamt 3) | 3                                                   | Lily Allen                                          | Somewhere Only We Know Timothy James Rice Oxley, Tom Chaplin, Richard David Hughes | –                         |
| 22. Dezember 2013 – 28. Dezember 2013 1 Woche | 1                                                   | Sam Bailey                                          | Skyscraper Tobias Gad, Kerli Kõiv, Lindy Robbins | –                         |
| 29. Dezember 2013 – 4. Januar 2014 1 Woche (insgesamt 4) | 4                                                   | Pharrell Williams                                   | Happy Pharrell Williams | –                         |

## Alben
| ← 2012 ← | Liste der Nummer-eins-Hits in den britischen Charts | Liste der Nummer-eins-Hits in den britischen Charts | Liste der Nummer-eins-Hits in den britischen Charts | 2014 →                    |
| \| Zeitraum \| Wo. ges. \| Interpret \| Titel \| Zusätzliche Informationen \| \| (Zeitraum, Wochen auf Platz eins, Interpret, Titel, zusätzliche Informationen) \| \| \| \| \| \| ------------------------------------------------------------------------------ \| -------- \| ----------------- \| ------------------------- \| ------------------------- \| \| 23. Dezember 2012 – 5. Januar 2013 2 Wochen (insgesamt 10) \| 10 \| Emeli Sandé \| Our Version of Events \| – \| \| 6. Januar 2013 – 12. Januar 2013 1 Woche (insgesamt 2) \| 2 \| Calvin Harris \| 18 Months \| – \| \| 13. Januar 2013 – 19. Januar 2013 1 Woche (insgesamt 10) \| 10 \| Emeli Sandé \| Our Version of Events \| – \| \| 20. Januar 2013 – 2. Februar 2013 2 Wochen (insgesamt 4) \| 4 \| (Soundtrack) \| Les Misérables \| – \| \| 3. Februar 2013 – 9. Februar 2013 1 Woche \| 1 \| Biffy Clyro \| Opposites \| – \| \| 10. Februar 2013 – 23. Februar 2013 2 Wochen (insgesamt 4) \| 4 \| Les Misérables \| (Soundtrack) \| – \| \| 24. Februar 2013 – 9. März 2013 2 Wochen (insgesamt 10) \| 10 \| Emeli Sandé \| Our Version of Events \| – \| \| 10. März 2013 – 16. März 2013 1 Woche (insgesamt 3) \| 3 \| Bastille \| Bad Blood \| – \| \| 17. März 2013 – 23. März 2013 1 Woche \| 1 \| David Bowie \| The Next Day \| – \| \| 24. März 2013 – 13. April 2013 3 Wochen \| 3 \| Justin Timberlake \| The 20/20 Experience \| – \| \| 14. April 2013 – 20. April 2013 1 Woche \| 1 \| Paramore \| Paramore \| – \| \| 21. April 2013 – 4. Mai 2013 2 Wochen \| 2 \| Michael Bublé \| To Be Loved \| – \| \| 5. Mai 2013 – 11. Mai 2013 1 Woche \| 1 \| Rudimental \| Home \| – \| \| 12. Mai 2013 – 18. Mai 2013 1 Woche \| 1 \| Caro Emerald \| The Shocking Miss Emerald \| – \| \| 19. Mai 2013 – 25. Mai 2013 1 Woche \| 1 \| Rod Stewart \| Time \| – \| \| 26. Mai 2013 – 8. Juni 2013 2 Wochen \| 2 \| Daft Punk \| Random Access Memories \| – \| \| 9. Juni 2013 – 15. Juni 2013 1 Woche \| 1 \| Disclosure \| Settle \| – \| \| 16. Juni 2013 – 22. Juni 2013 1 Woche \| 1 \| Black Sabbath \| 13 \| – \| \| 23. Juni 2013 – 29. Juni 2013 1 Woche \| 1 \| Kanye West \| Yeezus \| – \| \| 30. Juni 2013 – 6. Juli 2013 1 Woche \| 1 \| Tom Odell \| Long Way Down \| – \| \| 7. Juli 2013 – 13. Juli 2013 1 Woche (insgesamt 3) \| 3 \| Mumford & Sons \| Babel \| – \| \| 14. Juli 2013 – 20. Juli 2013 1 Woche \| 1 \| Jay-Z \| Magna Carta … Holy Grail \| – \| \| 21. Juli 2013 – 27. Juli 2013 1 Woche \| 1 \| Robin Thicke \| Blurred Lines \| – \| \| 28. Juli 2013 – 3. August 2013 1 Woche \| 1 \| Jahméne Douglas \| Love Never Fails \| – \| \| 4. August 2013 – 31. August 2013 4 Wochen \| 4 \| Richard & Adam \| The Impossible Dream \| – \| \| 1. September 2013 – 7. September 2013 1 Woche \| 1 \| Avenged Sevenfold \| Hail to the King \| – \| \| 8. September 2013 – 14. September 2013 1 Woche \| 1 \| The 1975 \| The 1975 \| – \| \| 15. September 2013 – 28. September 2013 2 Wochen \| 2 \| Arctic Monkeys \| AM \| – \| \| 29. September 2013 – 5. Oktober 2013 1 Woche \| 1 \| Kings of Leon \| Mechanical Bull \| – \| \| 6. Oktober 2013 – 12. Oktober 2013 1 Woche \| 1 \| Haim \| Days Are Gone \| – \| \| 13. Oktober 2013 – 19. Oktober 2013 1 Woche \| 1 \| Miley Cyrus \| Bangerz \| – \| \| 20. Oktober 2013 – 26. Oktober 2013 1 Woche \| 1 \| John Newman \| Tribute \| – \| \| 27. Oktober 2013 – 2. November 2013 1 Woche \| 1 \| Katy Perry \| Prism \| – \| \| 3. November 2013 – 9. November 2013 1 Woche \| 1 \| Arcade Fire \| Reflektor \| – \| \| 10. November 2013 – 16. November 2013 1 Woche \| 1 \| Eminem \| The Marshall Mathers LP 2 \| – \| \| 17. November 2013 – 23. November 2013 1 Woche \| 1 \| Lady Gaga \| Artpop \| – \| \| 24. November 2013 – 30. November 2013 1 Woche (insgesamt 4) \| 4 \| Robbie Williams \| Swings Both Ways \| – \| \| 1. Dezember 2013 – 14. Dezember 2013 2 Wochen \| 2 \| One Direction \| Midnight Memories \| – \| \| 15. Dezember 2013 – 4. Januar 2014 3 Wochen (insgesamt 4) \| 4 \| Robbie Williams \| Swings Both Ways \| – \| |                                                     |                                                     |                                                     |                           |
| ← 2012 |                                                     |                                                     |                                                     | → 2014 →                  |
| Zeitraum | Wo. ges.                                            | Interpret                                           | Titel                                               | Zusätzliche Informationen |
| (Zeitraum, Wochen auf Platz eins, Interpret, Titel, zusätzliche Informationen) |                                                     |                                                     |                                                     |                           |
| 23. Dezember 2012 – 5. Januar 2013 2 Wochen (insgesamt 10) | 10                                                  | Emeli Sandé                                         | Our Version of Events                               | –                         |
| 6. Januar 2013 – 12. Januar 2013 1 Woche (insgesamt 2) | 2                                                   | Calvin Harris                                       | 18 Months                                           | –                         |
| 13. Januar 2013 – 19. Januar 2013 1 Woche (insgesamt 10) | 10                                                  | Emeli Sandé                                         | Our Version of Events                               | –                         |
| 20. Januar 2013 – 2. Februar 2013 2 Wochen (insgesamt 4) | 4                                                   | (Soundtrack)                                        | Les Misérables                                      | –                         |
| 3. Februar 2013 – 9. Februar 2013 1 Woche | 1                                                   | Biffy Clyro                                         | Opposites                                           | –                         |
| 10. Februar 2013 – 23. Februar 2013 2 Wochen (insgesamt 4) | 4                                                   | Les Misérables                                      | (Soundtrack)                                        | –                         |
| 24. Februar 2013 – 9. März 2013 2 Wochen (insgesamt 10) | 10                                                  | Emeli Sandé                                         | Our Version of Events                               | –                         |
| 10. März 2013 – 16. März 2013 1 Woche (insgesamt 3) | 3                                                   | Bastille                                            | Bad Blood                                           | –                         |
| 17. März 2013 – 23. März 2013 1 Woche | 1                                                   | David Bowie                                         | The Next Day                                        | –                         |
| 24. März 2013 – 13. April 2013 3 Wochen | 3                                                   | Justin Timberlake                                   | The 20/20 Experience                                | –                         |
| 14. April 2013 – 20. April 2013 1 Woche | 1                                                   | Paramore                                            | Paramore                                            | –                         |
| 21. April 2013 – 4. Mai 2013 2 Wochen | 2                                                   | Michael Bublé                                       | To Be Loved                                         | –                         |
| 5. Mai 2013 – 11. Mai 2013 1 Woche | 1                                                   | Rudimental                                          | Home                                                | –                         |
| 12. Mai 2013 – 18. Mai 2013 1 Woche | 1                                                   | Caro Emerald                                        | The Shocking Miss Emerald                           | –                         |
| 19. Mai 2013 – 25. Mai 2013 1 Woche | 1                                                   | Rod Stewart                                         | Time                                                | –                         |
| 26. Mai 2013 – 8. Juni 2013 2 Wochen | 2                                                   | Daft Punk                                           | Random Access Memories                              | –                         |
| 9. Juni 2013 – 15. Juni 2013 1 Woche | 1                                                   | Disclosure                                          | Settle                                              | –                         |
| 16. Juni 2013 – 22. Juni 2013 1 Woche | 1                                                   | Black Sabbath                                       | 13                                                  | –                         |
| 23. Juni 2013 – 29. Juni 2013 1 Woche | 1                                                   | Kanye West                                          | Yeezus                                              | –                         |
| 30. Juni 2013 – 6. Juli 2013 1 Woche | 1                                                   | Tom Odell                                           | Long Way Down                                       | –                         |
| 7. Juli 2013 – 13. Juli 2013 1 Woche (insgesamt 3) | 3                                                   | Mumford & Sons                                      | Babel                                               | –                         |
| 14. Juli 2013 – 20. Juli 2013 1 Woche | 1                                                   | Jay-Z                                               | Magna Carta … Holy Grail                            | –                         |
| 21. Juli 2013 – 27. Juli 2013 1 Woche | 1                                                   | Robin Thicke                                        | Blurred Lines                                       | –                         |
| 28. Juli 2013 – 3. August 2013 1 Woche | 1                                                   | Jahméne Douglas                                     | Love Never Fails                                    | –                         |
| 4. August 2013 – 31. August 2013 4 Wochen | 4                                                   | Richard & Adam                                      | The Impossible Dream                                | –                         |
| 1. September 2013 – 7. September 2013 1 Woche | 1                                                   | Avenged Sevenfold                                   | Hail to the King                                    | –                         |
| 8. September 2013 – 14. September 2013 1 Woche | 1                                                   | The 1975                                            | The 1975                                            | –                         |
| 15. September 2013 – 28. September 2013 2 Wochen | 2                                                   | Arctic Monkeys                                      | AM                                                  | –                         |
| 29. September 2013 – 5. Oktober 2013 1 Woche | 1                                                   | Kings of Leon                                       | Mechanical Bull                                     | –                         |
| 6. Oktober 2013 – 12. Oktober 2013 1 Woche | 1                                                   | Haim                                                | Days Are Gone                                       | –                         |
| 13. Oktober 2013 – 19. Oktober 2013 1 Woche | 1                                                   | Miley Cyrus                                         | Bangerz                                             | –                         |
| 20. Oktober 2013 – 26. Oktober 2013 1 Woche | 1                                                   | John Newman                                         | Tribute                                             | –                         |
| 27. Oktober 2013 – 2. November 2013 1 Woche | 1                                                   | Katy Perry                                          | Prism                                               | –                         |
| 3. November 2013 – 9. November 2013 1 Woche | 1                                                   | Arcade Fire                                         | Reflektor                                           | –                         |
| 10. November 2013 – 16. November 2013 1 Woche | 1                                                   | Eminem                                              | The Marshall Mathers LP 2                           | –                         |
| 17. November 2013 – 23. November 2013 1 Woche | 1                                                   | Lady Gaga                                           | Artpop                                              | –                         |
| 24. November 2013 – 30. November 2013 1 Woche (insgesamt 4) | 4                                                   | Robbie Williams                                     | Swings Both Ways                                    | –                         |
| 1. Dezember 2013 – 14. Dezember 2013 2 Wochen | 2                                                   | One Direction                                       | Midnight Memories                                   | –                         |
| 15. Dezember 2013 – 4. Januar 2014 3 Wochen (insgesamt 4) | 4                                                   | Robbie Williams                                     | Swings Both Ways                                    | –                         |

Die Angaben basieren auf den offiziellen Verkaufshitparaden der Official UK Charts Company für das Vereinigte Königreich. Die Datumsangaben beziehen sich auf das Gültigkeitsdatum der Charts, also jeweils die auf die Verkaufswoche folgende Woche.

## Jahreshitparaden
| ← 2012 ← | Liste der Nummer-eins-Hits in den britischen Charts | Liste der Nummer-eins-Hits in den britischen Charts | Liste der Nummer-eins-Hits in den britischen Charts | 2014 →   |
| \| Singles \| Position# \| Alben \| \| -------------------------------------------------------------------------------------------------------------------------------------------------------------------------------------------- \| --------- \| --------------------------------- \| \| Blurred Lines Robin Thicke feat. T.I. & Pharrell Pharrell L. Williams, Robin Thicke, Clifford Joseph Harris \| 1 \| Midnight Memories One Direction \| \| Get Lucky Daft Punk feat. Pharrell Williams Pharrell L. Williams, Nile Rodgers, Guy-Manuel de Homem-Christo, Thomas Bangalter \| 2 \| Our Version of Events Emeli Sandé \| \| Wake Me Up Avicii Aloe Blacc, Tim Bergling, Michael Aaron Einziger \| 3 \| To Be Loved Michael Bublé \| \| Let Her Go Passenger Michael David Rosenberg \| 4 \| Swings Both Ways Robbie Williams \| \| La La La Naughty Boy feat. Sam Smith James Terence Murray, Shahid Khan, Jimmy Napes, Mustafa Armando Ibrahim Omer, Al-Hakam El Kaubaisy, Jonnie Coffer, Frobisher Solomon Mbabazi, Sam Smith \| 5 \| Right Place Right Time Olly Murs \| \| Roar Katy Perry Bonnie Leigh McKee, Lukasz Gottwald, Henry Russell Walter, Max Martin, Katy Perry \| 6 \| Unorthodox Jukebox Bruno Mars \| \| Thrift Shop Macklemore & Ryan Lewis feat. Wanz Ben Haggerty, Ryan S. Lewis \| 7 \| Time Rod Stewart \| \| Just Give Me a Reason Pink feat. Nate Ruess Jeffrey Bhasker, Alecia B. Moore, Nathaniel Joseph Ruess \| 8 \| AM Arctic Monkeys \| \| Counting Stars OneRepublic Ryan B. Tedder \| 9 \| Since I Saw You Last Gary Barlow \| \| Mirrors Justin Timberlake Justin R. Timberlake, Timothy Z. Mosley, Garland Waverly Mosley, Leslie Jerome Harmon, James Edward Fauntleroy, Christopher L. Godbey \| 10 \| Halcyon Ellie Goulding \| |                                                     |                                                     |                                                     |          |
| ← 2012 |                                                     |                                                     |                                                     | → 2014 → |
| Singles | Position#                                           | Alben                                               |                                                     |          |
| Blurred Lines Robin Thicke feat. T.I. & Pharrell Pharrell L. Williams, Robin Thicke, Clifford Joseph Harris | 1                                                   | Midnight Memories One Direction                     |                                                     |          |
| Get Lucky Daft Punk feat. Pharrell Williams Pharrell L. Williams, Nile Rodgers, Guy-Manuel de Homem-Christo, Thomas Bangalter | 2                                                   | Our Version of Events Emeli Sandé                   |                                                     |          |
| Wake Me Up Avicii Aloe Blacc, Tim Bergling, Michael Aaron Einziger | 3                                                   | To Be Loved Michael Bublé                           |                                                     |          |
| Let Her Go Passenger Michael David Rosenberg | 4                                                   | Swings Both Ways Robbie Williams                    |                                                     |          |
| La La La Naughty Boy feat. Sam Smith James Terence Murray, Shahid Khan, Jimmy Napes, Mustafa Armando Ibrahim Omer, Al-Hakam El Kaubaisy, Jonnie Coffer, Frobisher Solomon Mbabazi, Sam Smith | 5                                                   | Right Place Right Time Olly Murs                    |                                                     |          |
| Roar Katy Perry Bonnie Leigh McKee, Lukasz Gottwald, Henry Russell Walter, Max Martin, Katy Perry | 6                                                   | Unorthodox Jukebox Bruno Mars                       |                                                     |          |
| Thrift Shop Macklemore & Ryan Lewis feat. Wanz Ben Haggerty, Ryan S. Lewis | 7                                                   | Time Rod Stewart                                    |                                                     |          |
| Just Give Me a Reason Pink feat. Nate Ruess Jeffrey Bhasker, Alecia B. Moore, Nathaniel Joseph Ruess | 8                                                   | AM Arctic Monkeys                                   |                                                     |          |
| Counting Stars OneRepublic Ryan B. Tedder | 9                                                   | Since I Saw You Last Gary Barlow                    |                                                     |          |
| Mirrors Justin Timberlake Justin R. Timberlake, Timothy Z. Mosley, Garland Waverly Mosley, Leslie Jerome Harmon, James Edward Fauntleroy, Christopher L. Godbey | 10                                                  | Halcyon Ellie Goulding                              |                                                     |          |